# Falerno

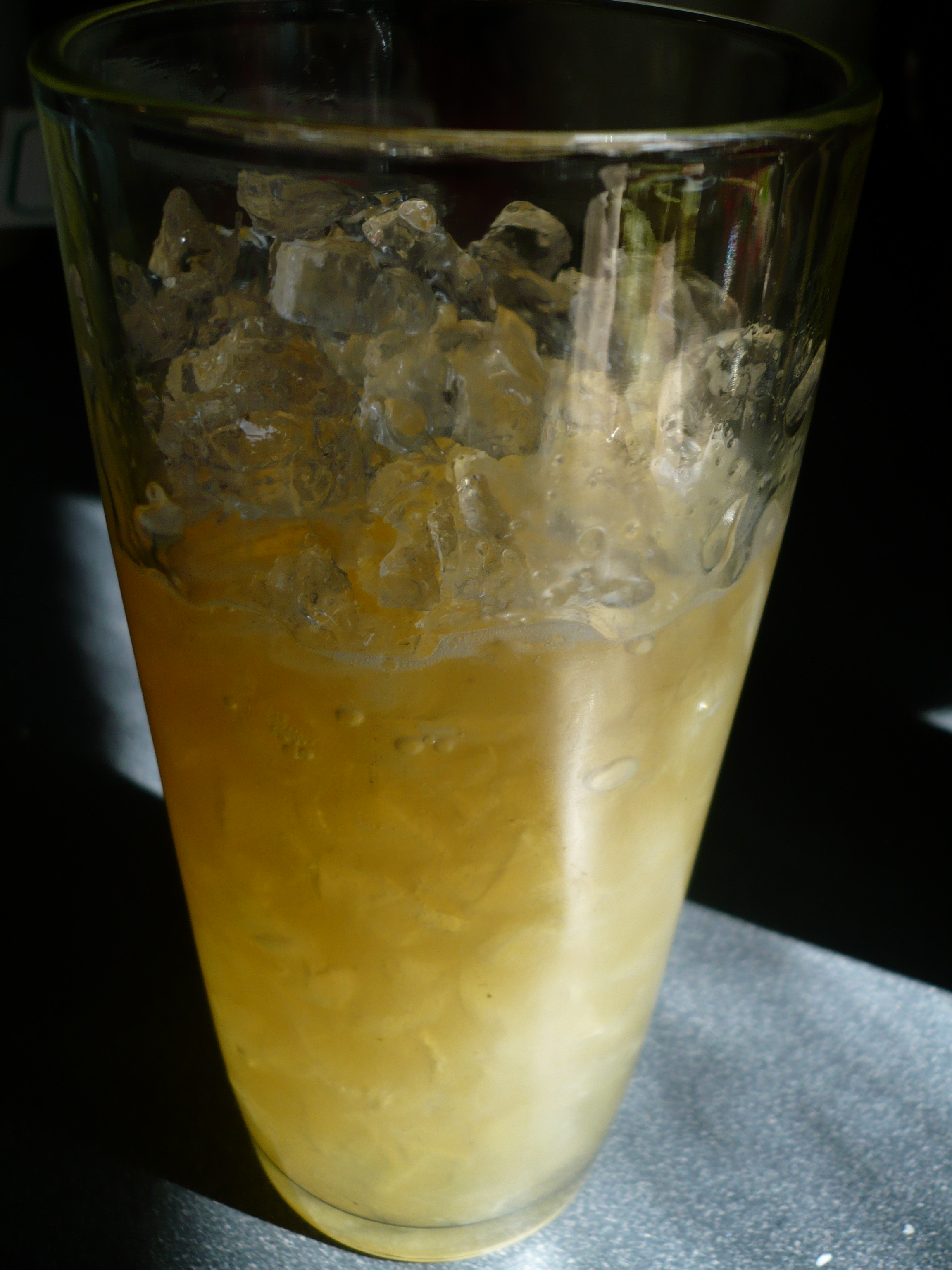
Falerno en hielo

El falerno (del latín, falernum) es un jarabe típico de la región Caribe a base de jengibre, lima y almendras. También se le puede agregar clavo de olor o pimienta de Jamaica. Aunque se puede servir solo, es común su uso para mezclarlo en cócteles tropicales. Puede considerarse como una versión más especiada del sirope Orgeat.
Puede llevar alcohol o no. Las versiones con alcohol (≅15º) generalmente son agregando ron y es típico usarlo como ingrediente para cócteles tropicales o tiki. También se toma en las rocas.
Dependiendo del contenido de azúcar, la consistencia suele ser espesa, por lo que, a veces se denomina «falerno aterciopelado» debido a la sensación que deja en la lengua. Las marcas varían y el color puede ser blanco a ámbar claro, y puede ser transparente o translúcido.

## Historia
El origen del falerno se remonta al siglo XVIII en Barbados, donde se hacía como ponche. Existe cierto desacuerdo sobre el origen del nombre y sobre si las primeras versiones habrían incluido el remojo de almendras. Las mismas referencias también afirman que las versiones anteriores contenían amargos como el amargo de ajenjo. La inclusión de los amargos históricamente parece ser corroborada por un artículo de 1982 que aparece en The New York Times.
En la revista literaria All the Year Round, propiedad de Charles Dickens Jr. en ese momento, un autor anónimo escribió sobre el falernum en 1892, describiéndolo como «un curioso licor compuesto de ron y jugo de lima».
La primera referencia conocida en los manuales de bares parece ser de los años 1930. Un productor afirma que su receta data de 1890, ganando premios ya en 1923.

## Cócteles con falerno
Algunos cócteles que incluyen falerno:
- Better and Better[7]

- Captain's Blood Cocktail
- Corn 'n Oil (de Barbados)[8]
- Frosty Dawn
- Illegal[9]
- Key Cocktail
- Mai Tai[10]
- Port Antonio
- Puka Punch[11]
- Royal Bermuda Cocktail
- Variantes de Ron Collins
- Rum Swizzle de Bermudas
- White Lion
- Zombie (versión del Don the Beachcomber)
- Trader Sam's Uh-Oa!